# Ŧ
Ŧ (gemenform: ŧ) är den 25:e bokstaven i det nordsamiska alfabetet, där den används för att representera en tonlös dental frikativa [θ] (som th i det engelska ordet "think"). Den har bildats från ett T med ett horisontellt streck genom sig. I Unicode teckenkoderna av den bokstaven är U+0166 ("Ŧ") och U+0167 ("ŧ").